# Solsänget
Solsänget är ett änge och fornlämningsområde omfattande ungefär 4 hektar på gränsen mellan Levide och Sproge socknar på Gotland.
Solsänget ligger isolerat i norra änden av den numera utdikade Mästermyr. Norrut begränsas området av en mindre ännu kvarvarande myr. På de äldsta kartorna från 1700-talet var delar av området åkermark. Inom området finns tio synliga husgrunder från järnåldershus samlade i tre eller fyra gårdsgrupper. I anslutning till husgrunderna finns ett antal mindre gravfält. Intill gårdarna finns även lämningar efter fossil åkermark. Öster om området med husgrunderna finns en fornlämning i form av en 200 meter lång vall, försedd med ett 50-tal gropar placerade regelbundet i vallen med fyra meters mellanrum. Arkeologiska undersökningar har visat att man eldat i groparna, dess funktion är ännu okänd. Boplatslämningarna härrör huvudsakligen från romersk järnålder — folkvandringstid.